# Autostrada A87 (Franța)
Autostrada A87 este o autostradă situată în regiunea Pays de la Loire, administrată de Autoroutes du Sud de la France, care leagă Angers de La Roche-sur-Yon, trecând prin Cholet. Această autostradă este conectată la A11, permițând o legătură directă între Paris și Vendée, ceea ce reprezintă un avantaj pentru turismul și dinamismul economic al acestui departament.
Radio VINCI Autoroutes (107.7 FM) emite pe A87 în sectorul ASF. Autostrada A87 face parte din rețeaua ASF din zona VEST.
Anterior, această denumire trebuia să fie asociată unui proiect de ocolire a Parisului, însă acest proiect a fost abandonat.
Zona de odihnă Trémentines a fost transformată într-o zonă de servicii, devenind astfel a doua zonă de servicii de pe autostradă, după cea de la Les Herbiers. În prezent, autostrada include două zone de servicii: Les Herbiers și Trémentines.

## Istorie
Cu o lungime de 129 km, deschiderea autostrăzii A87 a fost realizată în 4 etape:
- Angers ⇔ Cholet, 57 km, inaugurată în 2002;
- Cholet-Sud ⇔ Les Essarts (intersecție cu A83), 36 km, inaugurată în iunie 2003;
- Les Essarts ⇔ La Roche-sur-Yon, 20 km, inaugurată în ianuarie 2005;
- Centura de sud a orașului La Roche-sur-Yon, 16 km, deschisă pe 4 iulie 2008 (tronson fără taxă).

## Traseu
| De la A11 până la ieșirea 23; secțiune gratuită concesionată către ASF.                                            | |               |
| Intersecție | Nod rutier între A11 și A87: A85 (Tours), Paris, Le Mans; Rennes, Laval, Nantes, Angers-centru.                                                                    | A11 A85       |
| 14 - Tiercé | Orașe deservite: Tiercé, Écouflant. | RD52          |
| A87 | |               |
| 15 - Parc des Expositions                                                                                          | Orașe deservite: A11 (Le Mans), A85 (Tours); Angers-est, Saint-Sylvain-d'Anjou, Parc des Expositions, Zona Industrială Pôle 49.                                    | RD323 A11 A85 |
| 16 - Le Plessis-Grammoire                                                                                          | Orașe deservite: Le Plessis-Grammoire, Saint-Barthélemy-d'Anjou-Z.I, Saint-Sylvain-d'Anjou-Zona Industrială Pôle 49.                                               |               |
| 17 - Saumur | Orașe deservite: Saumur, Beaufort-en-Vallée, Saint-Barthélemy-d'Anjou, Saint-Barthélemy-d'Anjou-centru, Saint-Barthélemy-d'Anjou-Z.I.                              | RD347         |
| | Limitare la 90 km/h (sens La Roche-sur-Yon > Angers). |               |
| 18/18a - Angers-est                                                                                                | Orașe deservite: Angers-centru, Angers-est. |               |
| 18b - Angers-sud                                                                                                   | Orașe deservite: Angers-sud, Les Ponts-de-Cé-Clinique Anjou, Parc Relais Tramway (nod rutier parțial).                                                             |               |
| 19 - Trélazé | Orașe deservite: Trélazé, Trélazé-Z.I. |               |
| 20 - La Monnaie | Orașe deservite: Angers-centru, Angers-sud, Les Ponts-de-Cé-Clinique Anjou, Parc Relais Tramway (nod rutier parțial).                                              | RD260         |
| 21 - Les Ponts-de-Cé                                                                                               | Orașe deservite: Trélazé-centru, Les Ponts-de-Cé, Sainte-Gemmes-sur-Loire, Bouchemaine, Les Ponts-de-Cé-Moulin Marcille.                                           |               |
| Les Ponts-de-Cé | Oraș deservit: Les Ponts-de-Cé-Moulin Marcille (nod rutier parțial).                                                                                               |               |
| 22 - Brissac-Quincé                                                                                                | Orașe deservite: Poitiers, Niort, Brissac-Quincé, Mûrs-Erigné. | RD748         |
| 22.1 - Grand Clos                                                                                                  | Orașe deservite: Les Ponts-de-Cé-Centrul Comercial Rive Sud (nod rutier parțial).                                                                                  |               |
| 23 - Mûrs-Érigné                                                                                                   | Orașe deservite: La Rochelle, Cholet, Chemillé, Mûrs-Erigné. | RD160         |
| De la ieșirea 23 până la ieșirea 30; secțiune cu taxă concesionată către ASF.                                      | |               |
| 24 - Thouarcé | Orașe deservite: Thouarcé, Chalonnes-sur-Loire. | RD160         |
| | Punctul de taxare Beaulieu. |               |
| 25 - Chemillé | Orașe deservite: Beaupréau, Vihiers, Chalonnes-sur-Loire, Chemillé.                                                                                                | RD961         |
| | Zonă de servicii: Trémentines (în ambele sensuri). |               |
| 26 - Cholet-nord                                                                                                   | Orașe deservite: Saumur, Cholet, Vihiers. | RD160         |
| 27 - Cholet-sud | Orașe deservite: Poitiers, Nantes, Niort, Cholet, Mauléon, Mortagne-sur-Sèvre.                                                                                     | RN249         |
| | Trecerea din departamentul Maine-et-Loire în departamentul Vendée.                                                                                                 |               |
| 28 - Le Puy du Fou                                                                                                 | Orașe deservite: Pouzauges, Mortagne-sur-Sèvre, La Verrie, Puy du Fou.                                                                                             | RD160         |
| 29 - Les Herbiers                                                                                                  | Oraș deservit: Les Herbiers. | RD755         |
| | Zonă de servicii: Les Herbiers (în ambele sensuri). |               |
| Intersecție | Nod rutier între A83 și A87: A10 (Bordeaux), La Rochelle, Niort, Les Essarts; Nantes.                                                                              | A83 A10 E03   |
| | Punctul de taxare La Roche-sur-Yon Est . |               |
| 30 - La Roche-est                                                                                                  | Orașe deservite: A83 (Poitiers, Niort); Noirmoutier-en-l'Île, La Roche-sur-Yon-centru, Chantonnay, Fontenay-le-Comte, La Chaize-le-Vicomte, La Roche-sur-Yon-nord. | RD948 A83     |
| De la ieșirea 30 până la sfârșitul autostrăzii (drumul rapid D160 (85)); secțiune gratuită concesionată către ASF. | |               |
| 31 - La Roche-centre                                                                                               | Orașe deservite: Luçon, La Rochelle, La Roche-sur-Yon-Le Bourg-sous-la-Roche.                                                                                      | RD766         |
| 32 - La Roche-sud                                                                                                  | Orașe deservite: La Roche-sur-Yon-sud, La Tranche-sur-Mer. | RD747         |
| 33 - La Roche-ouest                                                                                                | Orașe deservite: Venansault, Les Clouzeaux, La Roche-sur-Yon-nord, La Roche-sur-Yon-Saint-André-d'Ornay.                                                           | RD160         |
| A87 | |               |
| RD160 | |               |